# What Lies Beneath
What Lies Beneath (укр. Що приховує брехня) — третій альбом фінської співачки Тар'ї Турунен, який вийшов 1 вересня 2010 у Фінляндії, 3 вересня в Німеччині, Швейцарії та Австрії, і 14 вересня в Латинській та Північній Америці. Це перший з альбомів Тар'ї, де вона задіяна в написанні кожного треку.
У 2008 році, після першої частини Storm World Tour, Турунен бере час для складення нових пісень. Вона оголосила у своєму блозі про дві пісні, які вона пише в неробочий час, «Wisdom of Wind» і «Enough», що пізніше вийшли на My Winter Storm extended edition. 25 січня Турунен оголосила у своєму блозі назву наступного після My Winter Storm альбому і розкрила деякі назви і тексти пісень. What Lies Beneath, який продався у близько 1300 копіях у США в перший тиждень релізу, приземлився на 24 рядку в чарті Billboard's Top Heatseekers, складеного з найпопулярніших альбомів нових і перспективних артистів. У Фінляндії альбом посів 6 рядок після двох місяців на Офіційному фінському чарті, а також провів два місяці в Німецькому Топ 100, півтора місяця в Австрійському Top 40, і цілий місяць в чартах Швейцарії, Бельгії та Греції закінчивши 2010 рік на 13-й позиції в Європі.
На підтримку альбому Турунен розпочала з 12 червня 2010 What Lies Beneath World Tour, який завершився 8 квітня 2012 у Ріо-де-Жанейро, Бразилія. Тур містив спеціальний концерт в Ріо-де-Жанейро, в рамках великого міжнародного фестивалю Rock in Rio 15 вересня 2011 Перший концертний DVD Тар'ї, Act I, був записаний протягом двох ночей в Росаріо, Аргентина — 30 і 31 березня 2012 року.

## Підґрунтя і загальна композиція
У 2008 році, після першої частини Storm World Tour, Турунен бере час для складення нових пісень Вона оголосила у своєму блозі про дві пісні, які вона пише в неробочий час, «Wisdom of Wind» і «Enough», що пізніше вийшли на My Winter Storm extended edition.
25 січня Турунен оголосила у своєму блозі:
| Ліві лапки | Мої друзі! Останніми місяцями я писала багато музики для свого нового альбому… Написання пісні завжди дає дивовижний навчальний досвід, і мені було дуже приємно обговорювати музику з різними людьми. Альбом у процесі, і в мене є ще багато пісень у роботі… Я обрала назву альбому My Winter Storm на ранній стадії, і це допомогло мені створити його концепцію. З новим альбомом я вирішила зробити так само, оскільки я шукала назву, що надихає, і всі пісні так чи інакше пов'язані з нею. Так що я залишаю вас з робочою назвою мого нового альбому: "What Lies Beneath". | Праві лапки |

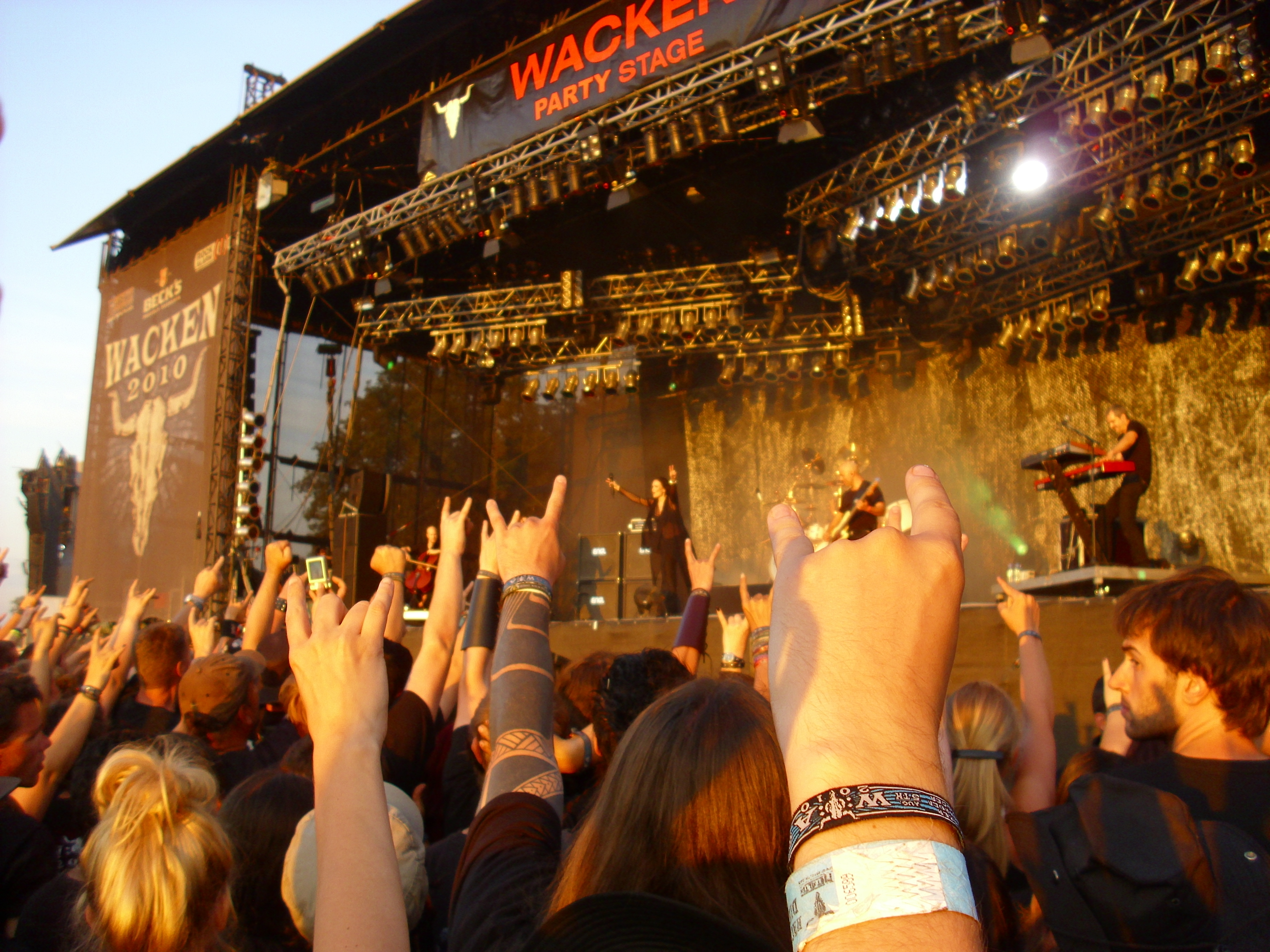
Турунен виступає на Wacken Open Air на підтримку альбому, 6 серпня 2010

Після перерви в турне Тар'я повернувся з другою його частиною, названою «Summer Storm», яке розпочалося 5 червня. У ньому вона зіграла нову пісню під назвою «If You Believe», яка призначена для випуску на What Lies Beneath. У відео-інтерв'ю журналу Metalhead (21 червня) Тар'я сказала, що «[…] буде продовжувати метод, який використовувався під час мого першого альбому, My Winter Storm. Це дуже експериментальний альбом, так само як My Winter Storm. Але деякі елементи вимагають більше праці, наприклад, гітари в деяких піснях. Цей альбом є зрілішим і особистішим, ніж перший». В іншому інтерв'ю румунському журналу вона заявила, що «цей альбом зріліший, пісні більш „фільмові“ і в ньому сильні тексти. На мене впливають навколишні люди, книги Пауло Коельо, природа і таємниці життя. Музично альбом становить суміш із металу, саундтрекової і класичної музики. Він буде продовженням попереднього. Він буде дуже експериментальним». В інтерв'ю венесуельському радіо 19 травня 2009 Тар'я сказала, що вона має двадцять готових до запису пісень, і 14 квітня 2010 вона оголосила через свій офіційний блог, що процес запису закінчений.

## Відгуки
Альбом був добре прийнятий критиками і шанувальниками; він чартився у 18 країнах, досягнувши Топ 20 сім разів і Топ-10 тричі.
Критики загалом високо оцінили голос Тар'ї і оригінальність, присутню в альбомі, як це зробив оглядач музичного журналу «Reflects of Darkness», який зазначив, що «„What Lies Beneath“ свіжий, потужний і захопливий настільки, що ви не можете ігнорувати його. Ви або будете любити його, або ненавидіти. Моя порада: любіть його, він того вартий».
Джордж Пачеко з About.com дав альбомові 3 з 5 зірок, сказавши, що альбом становить собою «нерівний тон» (англ. uneven tone), але він також високо оцінив голос Тар'ї, кажучи: «Жоден, хто має вуха, ніколи не буде заперечувати, що Тар'я Турунен може співати».
Кайл Вард зі Sputnikmusic Webzine також дав альбомові 3 зірки з 5, заявивши, що альбом «приємний», але набагато кращий, ніж її попередній альбом, і також він сказав, що «пісні на „What Lies Beneath“ становлять разючий контраст з розрізнених і погано продуманих композицій, які входили до складу „My Winter Storm“».
Metal Storm критикував пісні, сказавши: «композиції Тар'ї є недостатніми для її вокальних здібностей» і заявивши, що родзинкою альбому є «хоч і спрощений, та все ж симфонічний/атмосферний характер і оперні вокальні партії Тар'ї».

## Список композицій
| Міжнародне видання | Міжнародне видання                        | Міжнародне видання                                                        | Міжнародне видання |
| #                  | Назва                                     | Автор                                                                     | Тривалість         |
| ------------------ | ----------------------------------------- | ------------------------------------------------------------------------- | ------------------ |
| 1.                 | «Anteroom of Death» (featuring Van Canto) | Michelle Leonard, Kiko Masbaum, Tarja Turunen                             | 4:41               |
| 2.                 | «Until My Last Breath»                    | Johnny Andrews, Turunen                                                   | 4:24               |
| 3.                 | «I Feel Immortal»                         | Toby Gad, Lindy Robbins, Керлі, Turunen                                   | 4:35               |
| 4.                 | «In for a Kill»                           | Anders Wollbeck, Mattias Lindblom, Turunen                                | 4:35               |
| 5.                 | «Underneath»                              | Andrews, Turunen                                                          | 5:27               |
| 6.                 | «Little Lies»                             | Alex Scholpp, Andrews, Turunen                                            | 4:37               |
| 7.                 | «Rivers of Lust»                          | Kid Crazy, Johan Westmar, Kristoffer Karlsson, Jessika Lundstrom, Turunen | 4:24               |
| 8.                 | «Dark Star» (featuring Phil Labonte)      | Andrews, Turunen                                                          | 4:33               |
| 9.                 | «Falling Awake» (featuring Joe Satriani)  | Andrews, Turunen                                                          | 5:14               |
| 10.                | «The Archive of Lost Dreams»              | Turunen                                                                   | 4:49               |
| 11.                | «Crimson Deep»                            | Bart Hendrickson, Angela Heldmann, Turunen                                | 7:35               |

| Видання для США | Видання для США                             | Видання для США         | Видання для США |
| #               | Назва                                       | Автор                   | Тривалість      |
| --------------- | ------------------------------------------- | ----------------------- | --------------- |
| 1.              | «Anteroom of Death»                         |                         | 4:41            |
| 2.              | «Until My Last Breath»                      |                         | 4:24            |
| 3.              | «Dark Star»                                 |                         | 4:33            |
| 4.              | «Underneath»                                |                         | 5:27            |
| 5.              | «Little Lies»                               |                         | 4:37            |
| 6.              | «Rivers of Lust»                            |                         | 4:24            |
| 7.              | «In for a Kill»                             |                         | 4:35            |
| 8.              | «Montañas de Silencio» (Exclusive US track) | Martin Tillman, Turunen | 4:25            |
| 9.              | «Falling Awake»                             |                         | 5:14            |
| 10.             | «The Archive of Lost Dreams»                |                         | 4:49            |
| 11.             | «Crimson Deep»                              |                         | 7:35            |

| Deluxe Edition Bonus Disc | Deluxe Edition Bonus Disc                               | Deluxe Edition Bonus Disc                            | Deluxe Edition Bonus Disc |
| #                         | Назва                                                   | Автор                                                | Тривалість                |
| ------------------------- | ------------------------------------------------------- | ---------------------------------------------------- | ------------------------- |
| 1.                        | «We Are»                                                | Wollbeck, Lindblom, Turunen                          | 4:16                      |
| 2.                        | «Naiad»                                                 | Torsten Stenzel, Heldmann, Adrian Zagoritis, Turunen | 7:19                      |
| 3.                        | «Still of the Night» (Whitesnake cover)                 | David Coverdale, Джон Сайкс                          | 6:33                      |
| 4.                        | «Tarja Talks About WLB» (On international release only) |                                                      | 13:58                     |

| Видання для Японії | Видання для Японії                      | Видання для Японії |
| #                  | Назва                                   | Тривалість         |
| ------------------ | --------------------------------------- | ------------------ |
| 1.                 | «Anteroom of Death»                     | 4:41               |
| 2.                 | «Until My Last Breath»                  | 4:24               |
| 3.                 | «Naiad»                                 | 7:19               |
| 4.                 | «Dark Star»                             | 4:33               |
| 5.                 | «Underneath»                            | 5:27               |
| 6.                 | «Little Lies»                           | 4:37               |
| 7.                 | «Still of the Night» (Whitesnake cover) | 6:33               |
| 8.                 | «Rivers of Lust»                        | 4:24               |
| 9.                 | «In for a Kill»                         | 4:35               |
| 10.                | «I Feel Immortal»                       | 4:35               |
| 11.                | «We Are»                                | 4:16               |
| 12.                | «Falling Awake»                         | 5:14               |
| 13.                | «The Archive of Lost Dreams»            | 4:49               |
| 14.                | «Crimson Deep»                          | 7:35               |

| Dreamers Box Set Bonus Disc | Dreamers Box Set Bonus Disc                           | Dreamers Box Set Bonus Disc |
| #                           | Назва                                                 | Тривалість                  |
| --------------------------- | ----------------------------------------------------- | --------------------------- |
| 1.                          | «Dark Star» (Tarja lead vocals version)               | 4:40                        |
| 2.                          | «Montañas de Silencio»                                | 4:21                        |
| 3.                          | «If You Believe»                                      | 6:49                        |
| 4.                          | «The Crying Moon»                                     | 3:53                        |
| 5.                          | «Underneath» (Orchestral version)                     | 5:00                        |
| 6.                          | «I Feel Immortal» (Single version)                    | 4:27                        |
| 7.                          | «Falling Awake» (featuring Jason Hook)                | 4:40                        |
| 8.                          | «The Good Die Young» (performed by Scorpions & Tarja) | 5:12                        |
| 9.                          | «Naiad» (Instrumental extended version)               | 11:31                       |

## Персонал[17]

### Музиканти
| Учасники групи - Тар'я Турунен — провідна роль і бек-вокал, піаніно на трекові 10, продюсер - Alex Scholpp — провідна гітара and ритм-гітара, акустична гітара на трекові 2, бас-гітара на трекові 9, ко-продюсер треків 6, 8 і 12 - Christian Kretschmar — клавішні, орган Гаммонда, піаніно - Doug Wimbish — бас-гітара - Майк Террана — барабани | Запрошені - Словацький національний симфонічний оркестр і хор під керуванням Тіма Девіса - Макс Лілья — віолончель на треках 1, 3, 8, 10, струнне аранжування треку 1, ко-продюсер треку 12 - Jyrki Lasonpalo, Pauline Fleming — скрипки на трекові 1 - Rèmi Moingeon — альт на трекові 1 - Van Canto — вокальні феєрії на трекові 1, аранжовані Стефаном Себастьяном Шмідтом - Johnny Andrews — додаткові клавішні на трекові 2 - Will Calhoun — барабани на треках 7, 10, 11, 13; перкусія на треках 2, 10, 13 - Julian Barrett — гітара на треках 3, 9 і 14, бас на трекові 14 - Kid Crazy — клавішні, піаніно та програмування на трекові 7 - Філіп Лабонт — вокал на трекові 8 - Джо Сатріані — гітарне соло на трекові 9 - Marzi Nyman — гітара на треках 10 і 13 - Bart Hendrickson — акустична гітара, бас, програмування клавішних, оркестрове й хорове аранжування на трекові 11, ко-продюсер на трекові 11 - Torsten Stenzel — клавішні на трекові 13 - Toni Turunen and Timo Turunen — бек-вокал на трекові 14 - Jason Hook — провідна гітара on «Falling Awake» (Dreamers Box Set Bonus Disc) |

### Продакшн
- Mic — продюсер, інженер треку 8
- James Dooley — оркестрове аранжування
- Mel Wesson — дизайн музичного ембієнту й електронне аранжування
- Jetro Vainio, Peter Fuchs, Mario Altamirano, Martin Toledo — інженери запису
- Tim Palmer — мікшування треків 1, 2, 3, 5, 9, 11, 13
- Колін Річардсон[en] — мікшування треків 4, 6, 8, 12, 14
- Martyn Ford — мікшування треків 4, 6, 8, 12
- Slamm Andrews — оркестрове й хорове мікшування
- Louie Teran — мастеринг
- Marcelo Cabuli — виконавчий продюсер.

## Чарти
| Чарт (2010–2011)                               | Найвища позиція |
| ---------------------------------------------- | --------------- |
| Argentina Albums Chart                         | 18              |
| Austrian Top 40 Albums Ö3 Austria Top 40       | 12              |
| Belgian Ultratop (Валонія) Ultratop            | 38              |
| Belgian Ultratop (Фландрія) Ultratop           | 46              |
| Czech Top 10 Albums IFPI                       | 6               |
| Dutch Top 30 Alternative Dutch Albums Chart    | 12              |
| Dutch MegaCharts MegaCharts                    | 45              |
| European Top 100 Albums                        | 13              |
| Finnish Albums Chart Finland's Official List   | 7               |
| German Albums Chart                            | 4               |
| German LP-Downloads Chart Media Control Charts | 9               |
| Greek Albums Chart IFPI Greece                 | 14              |
| Hungarian Albums Chart MAHASZ                  | 30              |
| Italian Metal Albums Chart IFPI                | 1               |
| Mexican Albums Chart AMPROFON                  | 74              |
| Polish Airplay Chart                           | 28              |
| Russian Top 25 Albums                          | 14              |
| Sweden iTunes Albums Chart DigiListan          | 23              |
| Sweden Albums Chart Svensktoppen               | 45              |
| Swiss Albums Top 100 Swiss Music Charts        | 11              |
| UK Rock Chart                                  | 11              |
| US Top Heatseekers                             | 24              |